# Eva Bayer-Fluckiger

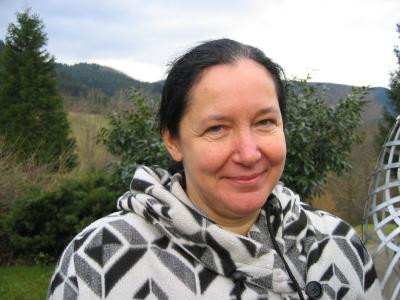
Eva Bayer-Fluckiger am Workshop „Gitter und Anwendungen“ in Oberwolfach, 2005

Eva Bayer-Fluckiger (* 25. Juni 1951 in Budapest) ist eine Schweizer Mathematikerin, die sich mit Algebra und Zahlentheorie beschäftigt.

## Leben und Karriere
Bayer-Fluckiger studierte an der Universität Genf, wo sie 1974 ihr Mathematikdiplom machte und 1978 bei Michel Kervaire promovierte (Finitude du nombre des classes d’isomorphisme des structures isometriques entières de polynome minimale semi-simple, Comm. Math.Helveticae, Bd. 54 (1979), S. 378). Danach war sie bis 1988 Assistentin (später Oberassistentin) an der Universität Genf. 1983/84 war sie am Institute for Advanced Study, von 1984 bis 1987 Gastprofessorin am IHES und 1986/87 am MSRI. Von  1988 bis 2001 war sie Forscherin am CNRS in Besançon (Université de Franche-Comté), zuletzt als Direktorin. Seit 2001 ist sie Professorin an der École Polytechnique Fédérale de Lausanne (EPFL).
Sie befasste sich unter anderem mit quadratischen Formen, algebraischen Gruppen, aber auch Gittern samt Anwendung in der Informatik und Knotentheorie. 1995 bewies sie mit Raman Parimala eine Vermutung von Serre („Conjecture II“) von 1962 zur Galoiskohomologie einfach zusammenhängender klassischer Gruppen.
2003 war sie Emmy-Noether-Gastprofessorin an der Universität Göttingen.
1987 war sie Gründungsmitglied des Komitees Frauen und Mathematik in Frankreich und von 1988 bis 1991 in dessen Vorstand. 1990 bis 1996 war sie Präsidentin des Verbandes Frauen und Mathematik der Europäischen Mathematischen Gesellschaft, in deren Vorstand sie 1991 bis 1996 war. 1993 bis 1995 war sie im Rat der Französischen Mathematischen Gesellschaft.

## Auszeichnungen
- 1983 erhielt sie in Genf den Prix Vacheron-Constantin.
- 2001 erhielt sie den Maria-Sibylla-Merian-Preis.

## Schriften
- Mit Hendrik W. Lenstra, Jr.: Forms in odd degree extensions and self-dual normal bases. In: American Journal of Mathematics. Band 112, Nr. 3, 1990, S. 359–373, doi:10.2307/2374746.
- Galois cohomology and the trace form. In: Jahresbericht der Deutschen Mathematiker-Vereinigung. Band 96, Nr. 2, 1994, S. 35–55, (online).
- Mit Jean-Pierre Serre: Torsions quadratiques et bases normales autoduales. In: American Journal of Mathematics. Band 116, Nr. 1, 1994, S. 1–64, doi:10.2307/2374981.
- Mit Raman Parimala: Galois cohomology of the classical groups over fields of cohomological dimension {\displaystyle \leqq } 2. In: Inventiones Mathematicae. Band 122, 1995, S. 195–229.
- Mit Raman Parimala: Classical groups and the Hasse principle. In: Annals of Mathematics. Serie 2, Band 147, Nr. 3, 1998, S. 651–693, doi:10.2307/120961.
- Als Herausgeberin mit David Lewis, Andrew Ranicki: Quadratic Forms and their Applications. Proceedings of the Conference on Quadratic Forms and Their Applications, July 5–9, 1999, University College Dublin (= Contemporary Mathematics. 272). American Mathematical Society, Providence RI 2000, ISBN 0-8218-2779-0.